# Walburgisöl
Das Walburgisöl ist eine Flüssigkeit, die aus dem Sarkophag der heiligen Walburga in Eichstätt austritt und in der Bevölkerung als Heilmittel verwendet wird.

## Geschichte

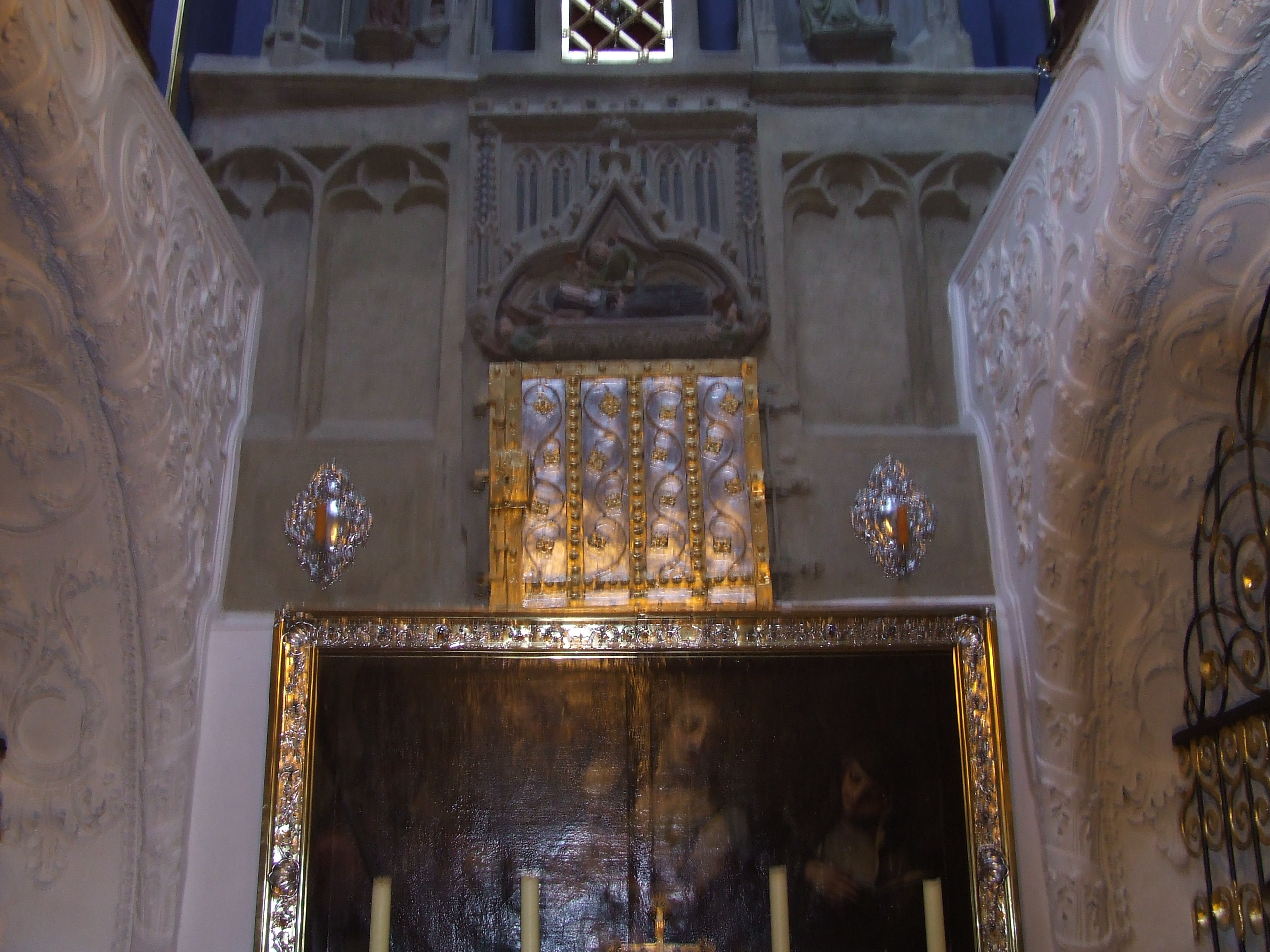
Die Krypta mit den Reliquien der Hl. Walburga. Hinter der silbernen Türe ist der Sarg

Seit dem Jahr 1042 erscheint der sogenannte Ölfluss als öffentliches Wunder. Er dauerte durch alle folgenden Jahrhunderte, nämlich jedes Jahr vom 12. Oktober, dem Tag der Übertragung der Gebeine Walburgas, bis zum 25. Februar, ihrem Todestag.
Das sogenannte Walburgisöl ist eine klare, farb-, geschmack- und geruchlose Flüssigkeit, die sich tropfenartig unter dem Sargstein bildet. Wegen des langsamen Herabfließens in dicken Tropfen wurde sie von jeher mit Öl verglichen und daher Walburgisöl genannt. Der Sarg, in dem die Gebeine der hl. Walburga ruhen, ist aus weißgrauem Kalkstein, wie er in der Nähe von Eichstätt gebrochen wird. Er ruht mit beiden Enden auf Steinklötzen und bildet so einen kleinen Hohlraum, dessen obere Decke der Boden des Sarges ist. Das herabtropfende Öl wird durch silberne Rinnen in vergoldeten Schalen gesammelt.
Die Nonnen der Abtei St. Walburg füllen es traditionell in kleine Glasfläschchen ab. Für den vermeintlich übernatürlichen Ursprung des Walburgisöles sollen eine Reihe wundersamer Heilungen über neun Jahrhunderte zeugen. 
Der Glaube an die Wundertätigkeit des Öls breitete sich rasch im Volk aus und erreichte Bekanntheit weit über die Grenzen von Eichstätt hinaus.
Es kann bis heute, in Fläschchen abgefüllt, an der Klosterpforte gegen eine Spende erworben werden. Vor allem am 25. Februar, Walburgas katholischem Gedenktag, strömen zahlreiche Pilger zu dem Schrein in Eichstätt. Seit dem 15. Jahrhundert wurde Walburga auf Gemälden und Statuen stets mit dem Ölfläschchen abgebildet.

## Zusammensetzung
Das „Öl“ bestehe nach einer Labor-Untersuchung des Kriminalbiologen Mark Benecke aus örtlichem Leitungswasser. Es könne sich mutmaßlich auch nicht um gewöhnliches Kondensat handeln, da das Wasser reichlich Kalzium und Magnesium enthält.

## Legenden um den Ölfluss

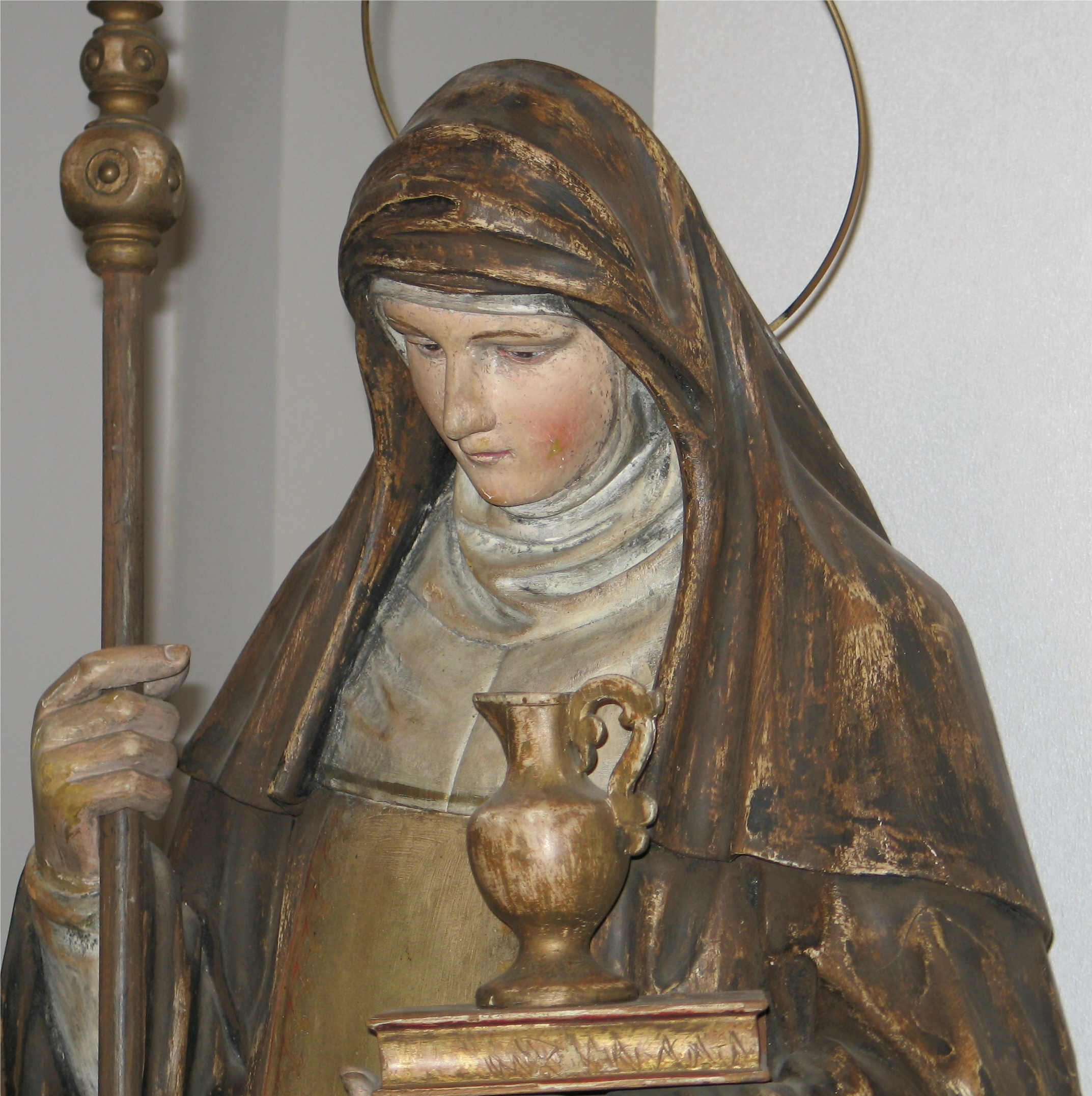
Statue der heiligen Walburga mit dem Ölfläschchen als Symbol

Erwähnenswert ist auch der Umstand, dass das Walburgisöl bei freudigen, das Kloster betreffenden Ereignissen reichlicher und zu ungewöhnlicher Zeit floss, während bei traurigen Anlässen der Ölfluss angeblich komplett ausblieb. So zum Beispiel, als über Eichstätt (unter Bischof Friedrich II.) der Kirchenbann verhängt war. Erst nachdem das Interdikt aufgehoben war und Bischof und Volk einen gemeinsamen Bittgang zur Abtei St. Walburg machten, trat der Ölfluss wieder auf. 
Ein anderes Mal floss das Öl am 7. Juni 1835, also zu ungewöhnlicher Zeit, denn es war der Tag, an dem König Ludwig I. die Genehmigung zur Wiedereröffnung des Klosters nach der Säkularisation und zur Aufnahme neuer Novizinnen unterzeichnet hatte. Die Urkunde traf jedoch erst mehrere Tage später in Eichstätt ein.